# Universal Studios Holding I Corporation
Universal Studios Holding I Corporation (USH I) is een holdingsbedrijf, opgericht in 2004 na de fusie tussen Vivendi Universal Entertainment en het Amerikaanse televisienetwerk NBC, dat NBC Universal vormde. USHI werd opgericht om ervoor te zorgen dat de verhoudingen tussen General Electric en Vivendi SA correct weergegeven bleven.
USHI bezit de Universal Music Group, Universal Interactive, 20% van NBC Universal en $ 3,7 miljard aan reserves, overgebleven van de fusie. Tot 7 februari 2006 bezat Vivendi SA 92,3% van de aandelen en Matsushita Electric de overige 7,66% aandelen (overgebleven uit de tijd dat Universal Studios nog van Matsushita was). In januari 2006 werden de partijen het echter eens over een uitkoop van Matsushita door Vivendi, voor een overnamesom van $ 1,154 miljard.
Al verwijst de naam naar Universal Studios, deze filmstudio is niet in handen van het holdingsbedrijf. Universal Studios was onderdeel van Vivendi Universal Entertainment en is nu dus onderdeel van het post-fusie-mediaconglomeraat NBC Universal.